# Таушкандарья
Таушкандарья (Кокшаал/Какшаал) (кирг. Какшал, уйгур. توشقان دەرياسى, Toxkan däryas; кит. упр. 托什干河, пиньинь Toxkan hé) — река в Кыргызстане и Синьцзян-Уйгурском автономном районе Китая. Берёт начало в горах к югу от киргизского города Нарын. Течёт в восточном направлении и впадает в реку Аксу (приток Тарима).
Образуется слиянием Аксая и Мюдюрюма.

## Этимология названия
Этимология слова «Какшаал» не вполне ясна, скорее всего, название происходит от тюркского qaqsal («мёртвый лес» или «высохшие деревья»). Название «Таушкандарья» скорее всего от сложения слов дарья («река») и ташкан («бурный поток»). Таким образом можно перевести как «бурная река».